# Anna Maria Horsford
Anna Maria Horsford est une actrice américaine née le 6 mars 1948 à New York.

## Filmographie

### Cinéma
- 1979 : Un scandale presque parfait : Amy Zon
- 1980 : Times Square : Rosie Washington
- 1981 : Fanatique : Emily Stolz
- 1982 : Love Child : Mara
- 1983 : Class : Maggie
- 1984 : Crackers : Slam Dunk
- 1985 : St. Elmo's Fire : Naomi
- 1986 : La Brûlure : Della
- 1987 : La Rue : Harriet
- 1990 : Présumé Innocent : Eugenia
- 1993 : Mr. Jones : Juge Harris
- 1995 : Friday : Mme Jones
- 1995 : Once Upon a Time... When We Were Colored : Mlle Annie
- 1996 : Escroc malgré lui : Lucille Barnett
- 1996 : Le Prix à payer : Mlle Wells
- 1996 : Un beau jour : Evelyn
- 1997 : Le Collectionneur : Vickie Cross
- 2000 : Dancing in September : la mère de la sitcom
- 2000 : La Famille foldingue : la mère de Denise
- 2000 : Lockdown : Saunders
- 2001 : Le Masque de l'araignée : Vickie Cross
- 2001 : Jacked : La Guerre des gangs : Thelma Barnes
- 2001 : How High : Mamma King
- 2002 : Minority Report : Casey
- 2002 : Friday After Next : Mme Jones
- 2004 : Justice
- 2004 : Guarding Eddy : Carol
- 2005 : My Big Phat Hip Hop Family : Mamma Pearl
- 2005 : Ganked : Mme Barry
- 2006 : Rédemption : Sharon Weathers
- 2007 : Broken Bridges : Loretta
- 2007 : Trade : Les Trafiquants de l'ombre : Détective Martinez
- 2007 : I Tried : Milly
- 2010 : La Guerre des pères : Diane Boyd
- 2010 : Wigger : Ruth
- 2012 : C'mon Man : Mme Woods
- 2013 : A Madea Christmas : Eileen
- 2016 : The Choir Director : Deaconess Moss

### Télévision
- 1979 : Haine et Passion : Clara Jones
- 1981-1984 : ABC Afterschool Special : Stephanie Marshak et Jessica (2 épisodes)
- 1983 : The Firm : Sergent Johnson (1 épisode)
- 1986-1991 : Amen : Thelma Frye (110 épisodes)
- 1989-2016 : Amour, Gloire et Beauté : Vivienne Avant (47 épisodes)
- 1991 : La Loi de Los Angeles : la juge (1 épisode)
- 1992 : Le Prince de Bel-Air : Karen Caruthers (1 épisode)
- 1992-1993 : Rhythm and Blues : Veronica Washington (13 épisodes)
- 1993 : Tall Hopes : Lainie Harris (6 épisodes)
- 1995-1999 : Les Frères Wayans : Deirde Baxter (80 épisodes)
- 1996 : Alliance fatale : Lavanda Harrison
- 1998 : 7 à la maison : Joyce (1 épisode)
- 1999 : La Famille Delajungle : la mère de Gola (1 épisode)
- 1999 : Amy : l'avocate de la défense (1 épisode)
- 2000 : Moesha : Diane Henderson (1 épisode)
- 2004 : Method et Red : Dorothy (13 épisodes)
- 2004 : The Bernie Mac Show : Tante Sis (1 épisode)
- 2004 : Washington Police : Vicky Yates (3 épisodes)
- 2005-2006 : Entourage : la mère de Saigon (2 épisodes)
- 2005-2007 : Grey's Anatomy : Elizabeth Fallon (2 épisodes)
- 2005-2008 : The Shield : Beth Encardi (8 épisodes)
- 2006 : Heist : Wanda Evans (1 épisode)
- 2007 : All of Us (en) (1 épisode)
- 2008 : Las Vegas : Tante Vonice (1 épisode)
- 2008 : Tout le monde déteste Chris : Mme Hattie Mitchell (2 épisodes)
- 2009 : Cold Case : Affaires classées : Geraldine Watkins (1 épisode)
- 2010 : American Dad! (1 épisode)
- 2011 : Funny or Die Presents… : Anna Maria (1 épisode)
- 2011 : Reed Between the Lines : Mlle Helen Wilson (20 épisodes)
- 2011 : Let's Stay Together :
- 2012 : New Girl : Charmaine (1 épisode)
- 2015 : Philadelphia : Janet Barrett (1 épisode)
- 2015 : The Soul Man : Ceci (1 épisode)